# Itō Tōgai

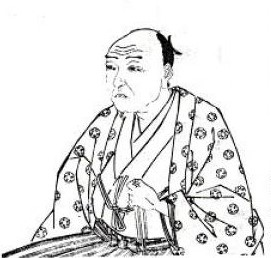
Itō Tōgai

Itō Tōgai (japanisch 伊藤 東涯; geboren 15. Juni 1670 in Kyōto; gestorben 23. August 1736) war ein japanischer Philosoph.

## Leben und Wirken
Itō Tōgai war der älteste Sohn von Itō Jinsai. Alle vier Söhne Jinsais folgten dem Vater, aber besonders begabt waren Tōgai und der vierte Sohn Rangū (蘭嵎), die daher „Itō (Horigawa) no shubizō“ (伊藤-堀河 の首尾蔵) – „Höchste Schätze der Itō am Horigawa“ genannt wurden.
Tōgai war sanftmütig, aufmerksam und in sich ruhend. Bereits als Kind wurde er von seinem Vater unterrichtet, und er begleitete ihn bei dessen Besuchen der Salons der Adeligen, Gelehrten und Reichen in Kyōto. So wurde er mit der spirituellen Grundlage der Jinsai-Lehre vertraut. Sein Vater war gegen die Lehre des Neokonfuzianisten Zhu Xi und gegen die Yōmeigaku eingestellt und betonte die Wichtigkeit der Studien der Gespräche des Konfuzius.
Nach dem Tode seines Vaters im Jahr 1705 übernahm Tōgai im Alter von 36 Jahren dessen Schule „Kogidō-juku“ (古義堂塾). Tōgai verzichtete auf die Einladung der Fürsten von Wakayama, ein Nebenzweig der Tokugawa, und war bemüht, seinen jüngeren Bruder großzuziehen. Wie sein Vater verteidigte er als Gelehrter der Stadt dessen Philosophie und bemühte sich, die Schule am Horikawa weiterzuentwickeln.
Nach seinem Tod wurde Tōgai „Shōjutsu sensei“ (紹述先生) – „Verehrter Lehrer Shōjutsu“ genannt. Tōgai befasste sich mit Detail-Studien, während sein Vater Jinsai ein origineller Denker war. Yuasa Jōzan (1708–1781) schrieb in „Bunkai zakki“ (文会雑記), dass „das Studium des Tōgai durch Jinsai verdoppelt wird“. Sein bedeutendster Schüler war Aoki Kon’yō.